# François Fabre (militaire)
Pour les articles homonymes, voir François Fabre et Fabre.
François Fabre, né le 27 décembre 1754 près de Monaco, mort le 31 décembre 1827 à Soissons (Aisne), est un militaire français de la Révolution et de l’Empire.

## Biographie
Issu d'une famille de militaires, François Fabre est le fils de Charles Fabre, officier de grenadiers et de Françoise Boileau. 
Le 17 février 1791, alors quartier-maître-trésorier du régiment de Toul, dépendant du corps royal d'artillerie en garnison à La Fère, département de l'Aisne, il y épouse Françoise Louise Camille Morial (v.1769-1811), fille du trésorier particulier à la Guerre de cette ville. De ce mariage sont connus :
- Albin Camille François Fabre, polytechnicien, né en 1792 à La Fère, décédé en 1859 à Paris[5].
- Camille Clémentine Fabre, épouse de médecin, née en 1794 au Château de Meudon, décédée en 1858 à Nogent-le-Rotrou. À sa naissance, son père est chef de brigade d'artillerie, membre du commissariat des Épreuves du Comité de Salut Public, destiné à appliquer aux intérêts de l'État les découvertes de la science[6].
- Louise Idalie Fabre, épouse de notaire, née en 1796 à La Fère, décédée en 1849 à Paris[7].

Veuf et âgé de 73 ans, François Fabre décède fin 1827 à son domicile, situé 2 rue Porte Ozanne à Soissons. Il est alors baron, commandeur de la Légion d'honneur, chevalier de l'ordre royal et militaire de Saint-Louis, maréchal des camps et armées du roi et propriétaire en cette ville.

## États de service

### Régiments d'Ancien Régime
Le père de François Fabre, qui est lieutenant de grenadiers dans le régiment de Soissonnais et qui a obtenu par sa bravoure la croix chevalier de Saint-Louis, est tué au siège de Port-Mahon en 1756. Son grand-père, gendarme de la Maison du Roi, chevalier de Saint-Louis, a été tué à la bataille de Dettingen. Son bisaïeul, lieutenant au régiment de Soissonnais, est tué à la bataille de Fontarrabie. Cette filiation se trouve consignée dans les registres matricules du régiment de Soissonnais.
François Favre nait dans un cantonnement près de Monaco le 27 décembre 1754 ; mais le colonel de Soissonnais, voulant lui faire attribuer immédiatement une solde d'enfant de troupe, fait antidater l'époque de sa naissance.
Enrôlé dans la brigade d'artillerie de Cosne, devenue régiment de Toul le 1er janvier 1763, il y devient sergent le 1er octobre 1770. Il fait partie en 1778, du camp de Vaussière, commandé par le maréchal de Broglie. Embarqué au Havre, en juin 1779, pour faire partie de l'expédition dirigée par le maréchal de Vaux, il est nommé lieutenant le 7 juillet de la même année. Cette expédition n'ayant pas lieu, Favre est dirigé sur les côtes de Normandie, où il sert de 1780 à 1782.
Le 18 août 1768, le conseil d'administration de son régiment lui confie l'emploi de quartier-maître-trésorier, qu'il occupe jusqu'au 1er avril 1791, époque à laquelle il est promu au grade de capitaine. Il a reçu, le 1er janvier 1791, la croix de chevalier de Saint-Louis.

### Période révolutionnaire
Passé en 1792 au commandement en troisième de l'école des élèves d'artillerie, François Fabre y est utilement employé pendant deux ans. Nommé chef de bataillon sous-directeur d'artillerie à Strasbourg le 10 brumaire an II, et chef de brigade directeur des forges le 15 ventôse de la même année, il fait les guerres des ans II, III et IV dans la Vendée, où il est, en outre, employé extraordinairement, pendant cette période, par le Comité de salut public, par le ministre de la guerre et par celui de la marine : il est présent aux attaques dirigées contre les insurgés aux environs de Cholet et de Saint-André. 
Dans l'incendie de Meudon en germinal an IV, il est grièvement blessé au pied droit, en se précipitant au milieu d'une explosion de 164 obus, afin d'intercepter une communication qui allait porter le feu à 170 mille de ces projectiles et à un magasin contenant 30 milliers de poudre. Ce fait est considéré comme une action d'éclat par le Comité de salut public, qui le consigne dans le registre de ses délibérations, et en fait faire une mention honorable dans les journaux du temps.
Passé à l'armée de Sambre-et-Meuse, il s'y fait remarquer en l'an V et en l'an VI, aux batailles de Neuwied, à l'assaut de la redoute d'Esterdorff, au blocus d'Ehrenbreitstein et au blocus de Mayence, et dans toutes les affaires partielles qui ont lieu devant ces deux places. La campagne d'Allemagne de l'an VII ne lui fait pas moins d'honneur, il s'y signale dans les diverses rencontres avec l'ennemi et reçoit les encouragements les plus flatteurs de la part des officiers généraux sous les ordres desquels il sert.
Rentré dans l'intérieur au commencement de l'an VIII, il est chargé par le ministre de la guerre de l'inspection des forges de la République. 

### Guerres napoléoniennes
Envoyé à l'armée des côtes de l'Océan en l'an XI, il y reçoit le 19 frimaire an XII, la croix de la Légion d'honneur et le 25 prairial suivant celle d'officier du même ordre.
Pendant ces dernières campagnes, il s'empare sur les côtes de Calais, d'une chaloupe canonnière britannique la Woidlar, armée de 18 caronades de vingt-quatre. Il est employé à Maestricht à la fin de l'an XIII, lorsqu'il reçoit l'ordre de se rendre à la Grande Armée, où il fait les campagnes de l'an XIV à 1807 avec le 1er corps de l'armée de réserve.
Désigné pour faire partie de l'armée d'Espagne, il assiste au siège de Gérone en juillet et août 1808, et y est blessé deux fois. La même année il fait prendre le large, avec 2 seules pièces de bataille bien dirigées, à une frégate britannique et à 3 chaloupes canonnières espagnoles qui interceptaient le passage des colonnes françaises. Impliqué dans les combats et affaires partielles qui précèdent et suivent le blocus et l'attaque de la place de Barcelone, il y reçoit une blessure, a ses habits criblés de balles et un cheval tué sous lui. Le 4 février 1811, il se défend corps à corps contre trois Espagnols qui cherchent à le faire prisonnier, et reçoit dans cette lutte cinq blessures à la tête et au genou. Vers ce temps, Napoléon Ier le nomme baron de l'Empire. Après les guerres de 1809 à 1811, il passe à l'armée de Catalogne, où il sert jusqu'en 1814.
Rentré en France à la fin de cette année, il adresse sa soumission à Louis XVIII, qui le nomme commandeur de la Légion d'honneur le 17 mars 1815. Mis à la retraite de maréchal de camp le 6 octobre suivant, il reçoit le 11 décembre 1816, le brevet honorifique de ce grade.
Il compte lors de sa mise à la retraite, cinquante-deux ans de service, non compris huit années d'enfant de troupe. Il décède le 31 décembre 1827.

## Sources et bibliographie
- A. Lievyns, Jean Maurice Verdot, Pierre Bégat, Fastes de la Légion-d'honneur, biographie de tous les décorés accompagnée de l'histoire législative et réglementaire de l'ordre, Tome 3, Bureau de l’administration, 1844, 529 p. (lire en ligne), p. 147.
- « Cote LH/919/49 », base Léonore, ministère français de la Culture
- Chantal Hélain, La volonté d'être ou la vie du Général Baron François Fabre: 1754-1827, l’auteur, 2003.
- Léon Hennet, Etat militaire de France pour l’année 1793, Siège de la société, Paris, 1903, p. 121.
- « François Fabre (militaire) », dans Charles Mullié, Biographie des célébrités militaires des armées de terre et de mer de 1789 à 1850, 1852 [détail de l’édition]